# Rahart
Rahart település Franciaországban, Loir-et-Cher megyében. Lakosainak száma 301 fő (2022. január 1.). Rahart Azé, Danzé, Lisle, Saint-Firmin-des-Prés, Saint-Ouen és La Ville-aux-Clercs községekkel határos.

## Népesség
A település népességének változása:
| Lakosok száma | 245  | 229  | 253  | 256  | 299  | 313  | 325  | 309  | 301  | 301  |
|               | 1968 | 1982 | 1990 | 2006 | 2013 | 2015 | 2017 | 2019 | 2020 | 2022 |